# 이종형
이종형(李鍾馨, 본명: 이종영, 본명 한자: 李鍾榮, 1895년 4월 20일 ~ 1954년 2월 15일)은 대한민국의 언론인 출신 정치인이다.

## 주요 이력
일제강점기 시대 만주 지역에서 관동군 촉탁 밀정 활동으로 악명이 높다. 밀정 활동 중에는 권수정(權守楨)이라는 가명도 사용했다.

## 생애
강원 정선에서 출생하였으며 성장 과정에 대해서는 자세히 알 수 없다. 어린 시절 함남 원산에 유학하여 원산에서 소학교와 중학교를 졸업한 뒤 일본에 유학하여 와세다 대학교 법학과 보통청강과정을 다니다가 1918년 중퇴했다고 주장한 바 있으나, 와세다 대학교 학적 퇴학 명부에서 찾을 수 없어 믿을 수 없다는 견해가 있다. 일본 유학을 마치고 귀국한 뒤 3·1 운동에 참가했다가 복역했다고 알려져 있으나, 이 또한 본인의 주장일 뿐 사료 가운데 보이지 않아 거짓이라는 주장이 있다.
이후 만주로 건너가 의열단에 위장 가입한 뒤 밀정으로 활동했다. 1930년 밀정 조직인 만주보민회와 같은 조직인 것으로 알려진 초공군(剿共軍) 사령부 조직에 가담하여 이 단체의 고문 겸 군재판관을 지냈다. 이종형에게는 군경 지휘권이 주어져 지린성에서 독립운동가 수십명을 직접 체포하여 살해하거나 투옥시켰다. 그에게 피수된 독립운동가는 무려 250명이라 한다. 그 가운데 17명은 이종형에 의해 사형판결을 받았다고 한다.
팟캐스트 이이제이 95회 '친일파 이종형특집' 편에 의하면, 당시 투옥된 250명 중 사형 당한 독립투사의 수가 70명에 이르렀다고 한다.
1931년부터는 동북군 총사령부 겸 동삼성 순열사위내고문의 직책으로 외교 부문을 담당하면서 밀정 활동을 계속했다. 그해 7월 북만주 창춘현 삼성보에서 만보산 사건이 발생하여 《조선일보》 기자인 김이삼이 이 사건을 취재, 보도했다. 이종형은 김이삼이 진실을 알린 것이 일제에 불리하다 하여, 그를 속여서 붙잡은 뒤 사살하도록 했다. 정의부 소속 독립운동가 승진을 암살하고, 만주 독립운동의 대모로 불리던 남자현을 밀고해 결국 사망하게 한 사건에도 관련된 것으로 알려져 있다. 1941년 귀국한 뒤로는 조선총독부 경무부의 촉탁으로 근무하면서 광복 시점까지 중국을 중심으로 활동하던 독립운동가들을 밀고, 체포되도록 하였다.
1942년 친일단체인 총진회를 조직하였다. 총진회는 신토 계열의 친일 단체로 정춘수 등 기독교의 친일파 인사들을 내세워 신사참배 강요 정책에 따라 신사참배를 독려하는 활동을 했다.
일제 패망 후에는 처음에 건준에 가담하고자 건준위원장 여운형을 찾아가 요청했지만, 단박에 거절당했다. 그리고는 극우 우익계열에 가담하여 철저히 반공주의를 내세웠다. 광복 직후인 1945년 11월에 반공주의를 내세우는 《대동신문》을 창간했다. 대동신문은 미군정을 비난하고 여운형을 '친일파'라고 몰아붙였는데, 대표적인 예가 자신의 신문사 대동신문에다가 1946년 2월 10일자에 여운형이 학병 권유를 했다고 기사를 대서특필로 보도해 지면을 다뤘고, 이어 1946년 2월 17일과 2월 18일자 대동신문 신문에 이틀 연달아서 특집연재로 다뤄 이종형 자신이 친일 한시(漢時) 한편을 짓고, 그것이 여운형이 직접 지은 것이라고 소개까지 했다. 또한 1946년 5월에는 여운형 암살 음모를 교시하거나 찬양할 정도로 극우적인 활동을 펴다가 미군정에 의해 정간 처분을 받았고, 이후 《대한일보》로 이름을 바꾸어 발행되었다. 이 무렵 흔하던 정치인 테러 활동을 뒤에서 지원한 것으로 의심받고 있기도 하다. 부정축재도 많이 저질렀는데, 1946년 9월 24일에 적산(敵産)불법처분과 공금횡령을 저지른 죄로 구속 되어 3년 징역에 40만원 벌금처형을 받고 서대문형무소에 복역하게 되었다. 서대문형무소 수감 중에 수해구제금 10만원을 불법처분한 혐의도 드러나 검찰로부터 재취조를 받기까지 했다. 1946년 11월 8일에 돌연 무죄 판결받고 석방하였다.
대한민국 정부 수립후 반민족행위처벌법 제정 당시 이종형은 자신의 신문사 대동신문을 앞세워 정면 반대하였고, "반민법은 망민법"이라는 논리를 내세워 궐기대회를 여는 등 적극적인 반대 활동에 나섰다.
이종형의 반대에도 불구하고 반민특위가 결성되어 1949년 1월 10일 자택에서 체포되었는데, 반민특위 특경대가 이종형의 자택을 급습하자 그는 “내가 무슨 죄가 있길래 잡으러 왔느냐”면서 육혈포를 품속에서 꺼내 위협하다가 형사들에 의해 쇠고랑이 채워졌다.
그는 반민특위가 최초로 검거한 박흥식에 이어 반민법에 의해 두 번째로 체포된 인물이었다. 특조위 사무실에 잡혀와서도 “나는 애국자다. 나를 친일파로 몰아넣다니 이럴 수가 있느냐. 내가 풀려나는 날 한민당, 빨갱이, 회색분자를 모조리 토벌하겠다”고 날뛰고, 마포형무소에 수감된 뒤에도 “내가 감옥에 들어온 것은 빨갱이를 잡는 데 앞장섰기 때문에 사방에 정적을 만든 탓”이라는 등 고래고래 악을 쓰기도 하였다. 반민법정에서도 '자신은 만주에서 공산주의자들을 토벌했을 뿐'이라고 증언했으며 스스로 '독립운동의 터를 닦은 애국자'라고 자처했다. 그러나 반민특위 해산으로 곧 풀려나왔고, 고향인 정선에서 국민회 소속으로 당선되어 대한민국 제2대 국회에 들어갔다. 국회의원 임기 중이던 1954년 교통사고로 사망했다.

## 약력
- 1948년 5월 10일 : 제헌 국회의원(충남 아산) 낙선
- 1948년 10월 30일 : 제헌 국회의원(서울 동대문갑) 보궐 낙선

## 가족 및 사후
대한일보사를 함께 경영했던 부인 이취성은, 장로교 목회자이며 한글학자로도 유명한 강병주의 딸이다. 본명은 강신상이나 이종형이 필명을 지어주었다. 이취성은 연세대학교 재단 이사장, 숭실대학교 이사장과 총장을 지낸 목회자 강신명의 여동생이기도 하다. 이취성은 100만원 상당의 사기죄 혐의로 1949년 2월 7일, 불구속 당해 문초를 받기도 했다.
2002년 발표된 친일파 708인 명단 밀정 부문에 선정되었다.

## 이종형을 연기한 배우
- 오지명 - 1990년, 《반민특위》 MBC 드라마

## 역대 선거 결과
|  | 15.37% |

|  | 10.91% |

|  | 22.38% |

## 참고 자료
- 이종영 - 대한민국헌정회
- 반민족문제연구소 (1993년 3월 1일). 〈이종형 : 독립운동가 체포로 악명 높았던 밀정 (김무용)〉. 《친일파 99인 2》. 서울: 돌베개. ISBN 9788971990124.